# Filles de Shanghai

Filles de Shanghai (titre original : Shanghai Girls) est un roman de l'écrivaine américaine Lisa See, publié en 2009 aux éditions Random House et parut en France aux éditions Flammarion en 2010. L'histoire commence à l'aube de la Seconde Guerre mondiale, en 1937, et raconte l'histoire de deux « jeunes beautés » contraintes de quitter la Chine pour les États-Unis afin de fuir la guerre.

## Résumé
1937. Perle et May Chin sont deux sœurs qui profitent de leur jeunesse à Shanghai, sortant dans les bars, allant au restaurant, et posant en tant que « jeunes beautés »" pour des affiches publicitaires et des calendriers. Lorsque leur père décide de leur organiser des mariages arrangés, les rêves des deux jeunes femmes s'effondrent. Mais lorsque les Japonais envahissent la Chine et atteignent Shanghai, les voilà contraintes de fuir leur pays natal pour retrouver leurs maris aux États-Unis.

## L'histoire

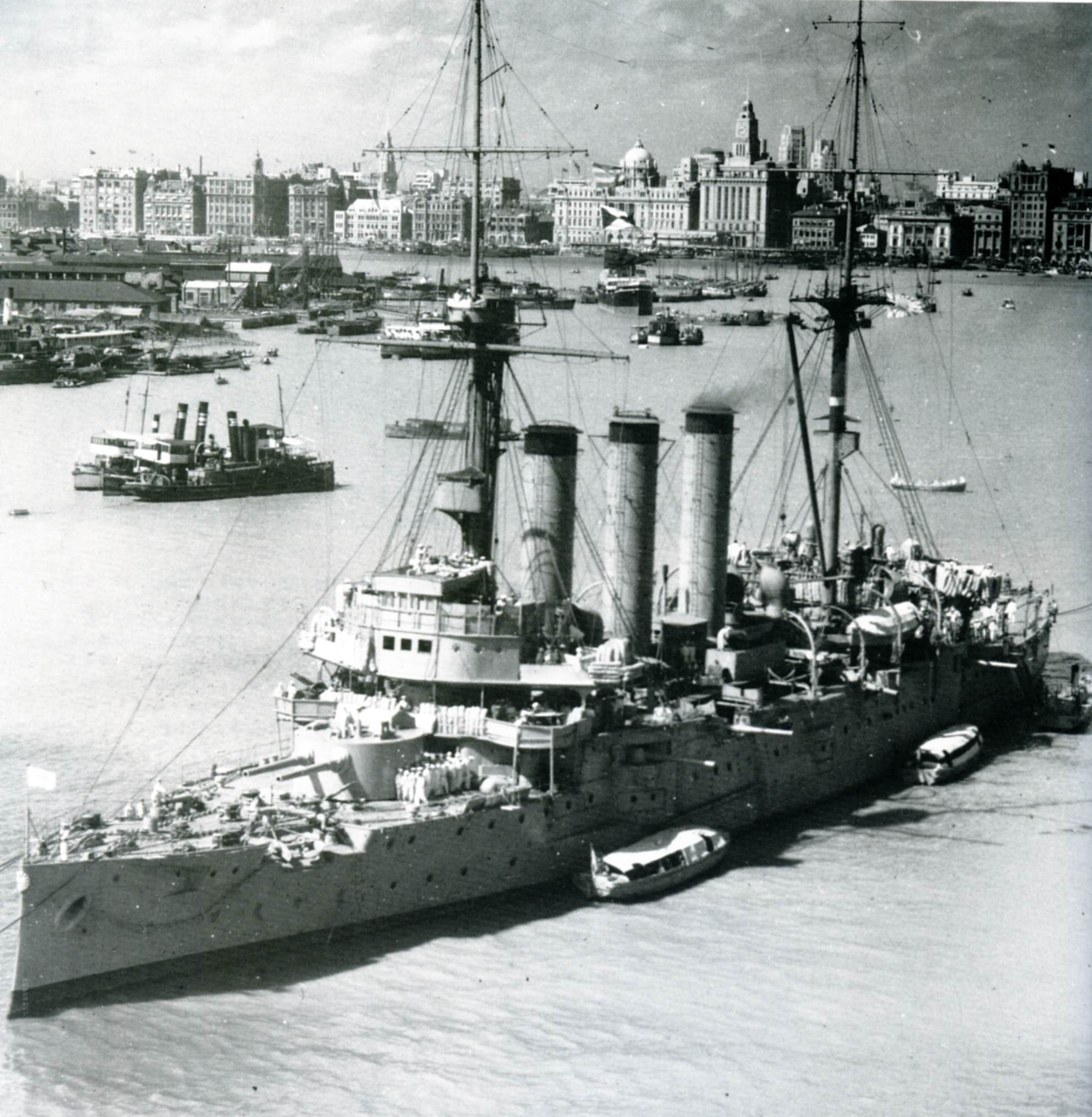
Les croiseurs cuirassés japonais dans la baie de Shanghai, 1937.

L'histoire de Filles de Shanghai se découpe en trois parties. La première partie décrit la vie de Perle et May à Shanghai, qui tourne autour des soirées et des sorties en tant que « jeunes beautés » de bonne famille. Puis la déchéance lors de l'annonce de leurs mariages arrangés, leurs mariages, l'arrivée de la guerre, et la fuite de leur père, trop endetté. Les deux jeunes femmes décident de rejoindre leurs maris en Amérique, mais elles doivent faire face à des moments difficiles : la violence des soldats japonais sur le chemin, la mort de leur mère, les pirates à bord du bateau qui les emmène aux États-Unis, la détention à Angel Island, et la grossesse hors mariage de May...
Dans un second temps, Perle et May se construisent une nouvelle vie en compagnie de leurs maris, Sam et Vern, frères eux aussi; une vie qui reste sous la coupe du père de ces derniers, le vieux Louie. Peu à peu, la vie s'adoucit pour les deux sœurs, articulées autour de Joy, la fille cachée de May que Perle a adoptée. Les deux sœurs travaillent avec le reste de la famille à China City, s'occupant de boutiques de souvenirs et de restaurant dans le quartier chinois. May réussit même à mettre un pied dans le cinéma américain et en profite pour se rapprocher de Joy, ce qui va rouvrir d'ancienne jalousies de sœurs entre elle et Perle. 
Dans la troisième partie du roman, Perle doit de nouveau faire face au destin lorsque Joy part étudier à l'université, puis lorsque Sam se suicide, prenant peur quand le FBI lui rend visite pour vérifier qu'il n'est pas un fils « sur le papier ». Enfin, lors d'une dispute entre Perle et May, la vérité éclate : May est la vraie mère de Joy, et son père, un artiste que les deux sœurs fréquentaient du nom de Z. G., vit toujours en Chine. Joy décide de quitter les États-Unis pour son pays d'origine, actuellement sous le régime de Mao. Perle se lance à sa poursuite...